# Интернет генерација (књига)
Интернет генерација: дезоријентисаност деце у дигиталном добу је стручна монографија америчке ауторке Џин М. Твенги (енгл. Jean M. Twenge), објављена 2017. године. Српско издање објавила је издавачка кућа "Психополис института" 2019. године у преводу Милана Ђуришића.

## О аутору
Џин М. Твенги је рођена 1971. године. На Универзитету у Чикагу је завршила основне и мастер студије, а на Универзитету Мичигена је стекла титулу доктора наука. Професорка је психологије на Државном универзитету Сан Дијего. Објавила је више од 120 научних публикација. Живи са супругом и три ћерке у Сан Дијегу, у Калифорнији.

## О књизи
Инернет генерација: Дезорјентисаост деце у дигиталном добу је књига која даје пресек промене понашања неколико генерација деце рођене између 1995. и 2012. године. 
Удео Американаца, око 2012. године, који су имали паметне телефоне прешао је 50%. Џин Твенги је тада након неколико година истраживања америчке омладине, уочила и велике промене у понашању и емоционалном стању тадашњих тинејџера у свим аспектима живота.
Почиње озбиљније да истражује генерацију рођених између 1995. и 2012. године коју је она назвала интернет генерацијом – Ај-генерацијом (iGen). То је и прва генерација која не познаје свет и живот без интернета, коју су формирали паметни телефони и друштвене мреже. То је генерација која је стварни свет заменила дигиталним. Опсежна истраживања су показала да је ај-генерација неспремна за одраслост, на самосталност. Ај-генерација жели и очекује и психичку сигурност. Склони су депресији и број самоубистава међу њима је драстично порастао након 2011. године што указује на озбиљну кризу њиховог менталног здравља. Нови медији им омогућавају да се друже, а да не излазе из своје собе. Самоћа, слаба комуникација са родитељима, мало сна чине их у ствари несрећним, очајним, усамљеним, стидљивим и депресивним. 
У својим истраживањима Џин Твенги уочила је и да су припадници ај-генерације толерантни, имају нову свест о равноправности, менталном здрављу и правима ЛГБТ популације, имају здраве основе на којима заснивају успех, каријера им је важна, желе је брзо и желе да утичу на ствари.
Закључак Џин Твеги је да је Ај-генерација стварни свет заменила дигиталним и она управо овде види највећу опасност, али и одговорност родитеља, наставника, васпитача и свих који би морали интервенисати и покушати поставити дигиталне границе које би их вратиле у стварни свет и живот.